# Protilema rotundipenne
Protilema rotundipenne là một loài bọ cánh cứng trong họ Cerambycidae.